# Céfotiam
Le céfotiam est une molécule antibiotique, une céphalosporine de 3e génération.

## Mode d'action
Le Céfotiam inhibe la PLP, enzyme permettant la synthèse du peptidoglycane bactérien.